# Naiola
Naiola is een bestuurslaag in het regentschap Timor Tengah Utara van de provincie Oost-Nusa Tenggara, Indonesië. Naiola telt 3448 inwoners (volkstelling 2010).